# Fire Down Below
Fire Down Below är en amerikansk actionfilm från 1997 i regi av Felix Enriquez Alcala.

## Handling
I de fridfulla Appalachiska bergen i Kentucky dumpas kemiskt avfall i övergivna gruvor. Invånarna i staden Jackson bryr sig inte om detta av rädsla att förlora jobb och hem. Men en federal miljö-kontrollant avlider mystiskt. Detta är naturligtvis en god vän till Jack Taggart (Seagal), en agent inom samma federala miljö-gren. Han tar på sig uppdraget att fortsätta undersökningarna och även se närmare på sin kollegas mystiska bortgång, allt under täckmanteln som snickarvolontär åt den lokala kyrkan. Hans undersökningar leder honom mot bolaget Hanner Coal Company som ägs av Orin Hanner Sr. (Kristofferson). Hanner Sr. får betalt för att dumpa avfall och störs av den nye främlingens nyfikenhet. Taggart överlever ett attentat och ger sig efter Hanner Sr.

## Rollista (i urval)
- Steven Seagal - Jack Taggart
- Marg Helgenberger - Sarah Kellogg
- Stephen Lang - Earl Kellogg
- Brad Hunt - Orin Hanner Jr.
- Kris Kristofferson - Orin Hanner Sr.
- Harry Dean Stanton - Cotton Harry